# Ủy ban Chuyên môn Đại hội Đại biểu Nhân dân Toàn quốc
Ủy ban Chuyên môn Đại hội Đại biểu Nhân dân Toàn quốc (tiếng Trung: 全国人民代表大会专门委员会; Hán-Việt: Toàn quốc Nhân dân Đại biểu Đại hội Chuyên môn Ủy viên hội) là cơ quan thực hiện một số nhiệm vụ đặc biệt nhất định dưới sự lãnh đạo của Đại hội Đại biểu Nhân dân Toàn quốc (Nhân Đại Toàn quốc) nước Cộng hòa Nhân dân Trung Hoa.

## Lịch sử
Từ Đại hội Đại biểu Nhân dân Toàn quốc khóa I đến khóa V, Đại hội Đại biểu Nhân dân Toàn quốc đã thành lập bốn ủy ban chuyên môn đầu tiên bao gồm Ủy ban Dân tộc, Ủy ban Pháp luật, Ủy ban Ngân sách và Ủy ban Kiểm tra Tư cách Đại biểu. Đại hội Đại biểu Nhân dân Toàn quốc khóa IV được tổ chức trong thời kỳ Cách mạng Văn hóa nên không thành lập ủy ban chuyên môn nào cả.
Tháng 12 năm 1982, Kỳ họp thứ 5 của Đại hội Đại biểu Nhân dân Toàn quốc khóa V đã thông qua Hiến pháp hiện hành. Bắt đầu từ Đại hội Đại biểu Nhân dân Toàn quốc khóa VI chính thức thành lập Ủy ban Dân tộc, Ủy ban Pháp luật, Ủy ban Tài chính Kinh tế, Ủy ban Giáo dục, Khoa học, Văn hóa và Y tế, Ủy ban Đối ngoại và Ủy ban Hoa kiều.
Đại hội Đại biểu Nhân dân Toàn quốc khóa VII đã bổ sung thêm Ủy ban Nội vụ và Tư pháp. Đại hội Đại biểu Nhân dân Toàn quốc khóa VIII lập ra Ủy ban Bảo vệ Tài nguyên và Môi trường. Đại hội Đại biểu Nhân dân Toàn quốc khóa IX lập thêm Ủy ban Nông nghiệp và Nông thôn.
Đại hội Đại biểu Nhân dân Toàn quốc khóa XIII lập thêm Ủy ban Kiến thiết Xã hội, cho đổi tên Ủy ban Pháp luật cùng Ủy ban Nội vụ và Tư pháp thành Ủy ban Hiến pháp và Pháp luật và Ủy ban Giám sát Tư pháp.

## Tổng quan
Căn cứ theo Hiến pháp năm 1982 và Luật Tổ chức của Đại hội Đại biểu Nhân dân Toàn quốc, từ Hội nghị lần thứ 1 Đại hội Đại biểu Nhân dân Toàn quốc khóa VI đã bắt đầu thành lập ủy ban chuyên môn. Giai đoạn đầu thành lập 6 đơn vị, hiện tại đã thành lập 10 đơn vị như sau: Ủy ban Dân tộc, Ủy ban Pháp luật, Ủy ban Nội vụ Tư pháp, Ủy ban Tài chính Kinh tế, Ủy ban Giáo dục, Khoa học, Văn hóa và Y tế, Ủy ban Đối ngoại, Ủy ban Hoa kiều, Ủy ban Bảo vệ Tài nguyên và Môi trường, Ủy ban Nông nghiệp và Nông thôn và Ủy ban Kiến thiết Xã hội. Chức năng của các cơ quan chuyên môn này là nghiên cứu, thẩm định và dự thảo các quyết định chỉ thị liên quan. Thực tế cho thấy, nó đã phát huy tác dụng quan trọng đẩy mạnh công tác giám sát và lập pháp của Đại hội Đại biểu Nhân dân Toàn quốc.
Giáo sư Học viện Hành chính Quốc gia là Sử Hạc Hạnh viết rằng các ủy ban chuyên môn góp phần củng cố Nhân Đại và hệ thống đại hội đại biểu nhân dân nói chung. Vạn Lý, cựu Ủy viên trưởng Ủy ban Thường vụ Đại hội Đại biểu Nhân dân Toàn quốc, cũng nhấn mạnh tầm quan trọng to lớn của ủy ban chuyên môn. Năm 2005, Ủy ban Thường vụ Đại hội Đại biểu Nhân dân Toàn quốc đã ban hành "Một số ý kiến về việc trao phạm vi đầy đủ cho vai trò của các ủy ban chuyên môn", qua đó củng cố thêm nữa bằng cách thiết lập một hệ thống và quy trình làm việc cụ thể.

## Cơ cấu tổ chức
Cơ quan chuyên môn trong Đại hội Đại biểu Nhân dân được gọi là các Ủy ban Chuyên môn. Dựa theo quy định của pháp luật, Đại hội Đại biểu Nhân dân Toàn quốc, Đại hội Đại biểu Nhân dân cấp tỉnh, khu tự trị, thành phố trực thuộc Trung ương, châu tự trị, thành phố thuộc tỉnh đều có thiết lập Ủy ban Chuyên môn. Ủy ban Chuyên môn sẽ tồn tại trong khoảng thời gian cho đến khi Đại hội Đại biểu Nhân dân kết thúc nhiệm kỳ, chịu sự lãnh đạo của Ủy ban Thường vụ Đại hội Đại biểu Nhân dân cấp đó. Đại hội Đại biểu Nhân dân địa phương thường lập ra Ủy ban Chế định Lập pháp (Chính Pháp), Ủy ban Kinh tế Tài chính, Ủy ban Giáo dục, Khoa học, Văn hóa và Y tế, số lượng các ủy ban chuyên môn là khác nhau. Các ủy ban do một thành viên làm Chủ nhiệm, Ủy viên Phó Chủ nhiệm và một vài Ủy viên cấu thành, họ đều là những đại biểu được trúng cử trong Đại hội Đại biểu Nhân dân, được Đoàn Chủ tịch đề cử từ cuộc họp lần thứ nhất của Đại hội Đại biểu Nhân dân khóa đó.

## Nhiệm vụ và quyền hạn
Căn cứ vào quy định của luật pháp và thực tiễn mấy năm gần đây, chức trách chủ yếu của Ủy ban Chuyên môn Đại hội Đại biểu Nhân dân là nghiên cứu, xem xét những việc liên quan đến nghị sự, bao gồm: 
1. Đề xuất những dự thảo lên Đại hội Đại biểu Nhân dân đồng cấp hoặc Ủy ban Thường vụ Đại hội Đại biểu Nhân dân.[4]
2. Nghiên cứu xem xét các dự thảo mà Đoàn Chủ tịch Đại hội Đại biểu Nhân dân đồng cấp và Ủy ban Thường vụ Đại hội Đại biểu Nhân dân giao phó.[4]
3. Tiến hành điều tra nghiên cứu, đề xuất kiến nghị những vấn đề có liên quan đến Ủy ban trong phạm vi quyền hạn và chức vụ của Đại hội Đại biểu Nhân dân đồng cấp.[4]
4. Giúp đỡ Đại hội Đại biểu Nhân dân đồng cấp và Ủy ban Thường vụ triển khai lập pháp và giám sát công tác.[4]

## Ủy ban chuyên môn hiện nay
| Ủy ban chuyên môn                          | Chủ nhiệm       |
| ------------------------------------------ | --------------- |
| Ủy ban Dân tộc                             | Bayanqolu       |
| Ủy ban Hiến pháp và Pháp luật              | Tín Xuân Ưng    |
| Ủy ban Giám sát Tư pháp                    | Dương Hiểu Siêu |
| Ủy ban Tài chính và Kinh tế                | Chung Sơn       |
| Ủy ban Giáo dục, Khoa học, Văn hóa và Y tế | Lạc Thụ Cương   |
| Ủy ban Đối ngoại                           | Lâu Cần Kiệm    |
| Ủy ban Hoa kiều                            | Vu Vĩ Quốc      |
| Ủy ban Bảo vệ Tài nguyên và Môi trường     | Lộc Tâm Xã      |
| Ủy ban Nông nghiệp và Nông thôn            | Đỗ Gia Hào      |
| Ủy ban Kiến thiết Xã hội                   | Dương Chấn Vũ   |